# Manefa (Skopiczewa)
Manefa, imię świeckie Maria Skopiczewa, w prawosławnej hagiografii – Manefa Homelska (ur. 1 kwietnia 1918 w Siewriukach, zm. 25 lutego 1984 tamże) – białoruska mniszka prawosławna, święta prawosławna.

## Życiorys
Pochodziła z chłopskiej rodziny Władimira i Glikierii Skopiczewych. Od wczesnego dzieciństwa była częściowo sparaliżowana, niezdolna do chodzenia. Była wychowywana w głęboko religijnej atmosferze, ostatecznie w młodym wieku wstąpiła do monasteru Tichwińskiej Ikony Matki Bożej w Czonkach. Była jedną z ostatnich osób, które przyjęły postrzyżyny mnisze z rąk schiihumena Makarego, mnicha z Pustelni Optyńskiej, a następnie jej ojca duchowego. Następnie została schimniszką. Monaster, w którym żyła, został zlikwidowany po rewolucji październikowej. W czasie II wojny światowej zamieszkała w domu wierzącego małżeństwa, zaś po jej zakończeniu wróciła do rodzinnych Siewriuków. Tam przyjmowała wiernych przybywających do niej z prośbami o modlitwę i radę duchową. 
Według prawosławnej tradycji była obdarzona zdolnością jasnowidzenia, znała ukryte myśli i zamiary odwiedzających ją ludzi, przewidywała przyszłość i uzdrawiała. Otrzymywane od wiernych dary rozdawała potrzebującym.  
Zmarła w 1984. Jej grób był celem pielgrzymek, miało na nim dochodzić także do uzdrowień. W 2006 relikwie mniszki zostały ekshumowane i wystawione dla kultu w soborze Świętych Piotra i Pawła w Homlu. Rok później Manefa została kanonizowana. Ceremonii przewodniczył metropolita miński i słucki, egzarcha Białorusi Filaret.